# Daia (okręg Sybin)
Daia – wieś w Rumunii, w okręgu Sybin, w gminie Roșia. W 2011 roku liczyła 955 mieszkańców.